# Nationaal Indië-monument 1945-1962
Het Nationaal Indië-monument 1945-1962 is een monument in het Nationaal Herdenkingspark in Roermond. Het monument herdenkt de meer dan 6200 Nederlandse militairen die in de periode 1945-1962 vielen tijdens de strijd in het voormalige Nederlands-Indië en Nieuw-Guinea.
Ieder jaar vindt hier op de eerste zaterdag in september een herdenking plaats. De Herdenking wordt door veteranen, nabestaanden en belangstellenden bezocht en er worden ruim honderd kransen gelegd door vertegenwoordigers van veteranenorganisaties en de toenmalige krijgsmachtonderdelen. Sinds 1999 is een minister of staatssecretaris bij de plechtigheid aanwezig. Prins Willem-Alexander was aanwezig bij de 25e herdenking in 2012. De start van de viering van de Limburgse Veteranendag vindt plaats bij het Monument voor Vredesoperaties.

## Geschiedenis

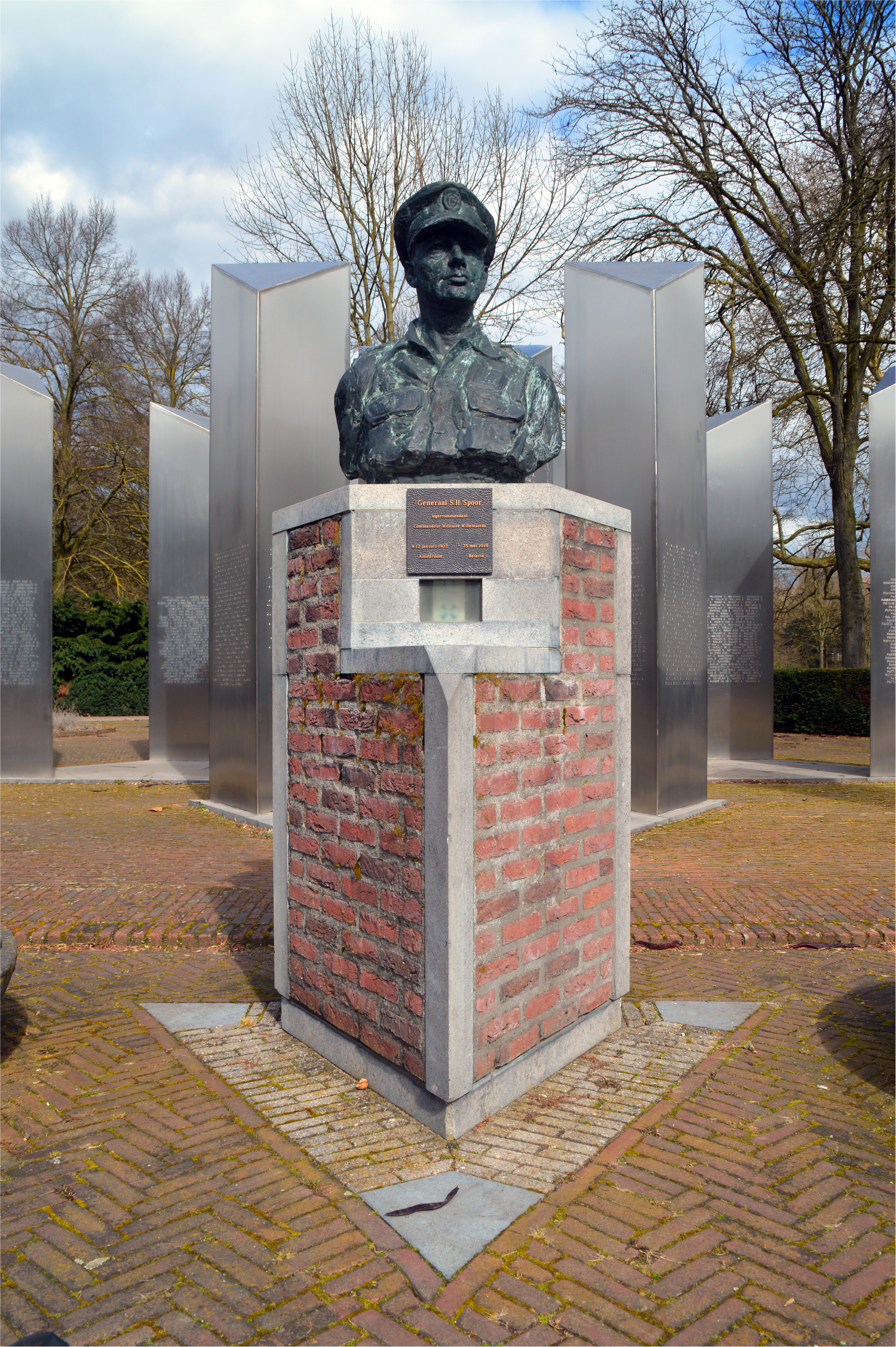
Borstbeeld Generaal Simon Hendrik Spoor

Na de herdenking op 4 mei 1984 verbaasde Hans Cremers, inwoner van Roermond, zich erover dat er geen nationaal monument voor de militaire slachtoffers van het naoorlogse conflict in Nederlands-Indië was en besloot daar wat aan te doen.
Het monument bestaat uit een obelisk met een kroonduif, symbool van Nieuw-Guinea. Naast de obelisk is een fontein met karbouwenkoppen. Er is later een borstbeeld van generaal S.H. Spoor toegevoegd. Het monument is een ontwerp van de Roermondse kunstenaars Wijnand Thönissen en Dick van Wijk.
Bij de derde herdenking op 7 september 1990 onthulde Relus ter Beek, toenmalig minister van Defensie, een zuilengalerij achter de obelisk. Op de zuilen staan alle namen van de slachtoffers. Hij sprak de volgende woorden:
"Hiermee is een nieuwe stap gezet op de weg naar erkenning waarop deze overledenen en hun nabestaanden en ook zij die toentertijd wel uit de strijd zijn teruggekeerd recht kunnen en mogen doen gelden. In ronde bewoordingen kan worden gesteld dat Nederland bij de opvang van de veteranen in gebreke is gebleven. De overheid is mede door het initiatief in Roermond wakker geschud. Gelet op het nationale karakter van het monument, stellen wij er bij Defensie een eer in het monument en de zuilengalerij te onderhouden."
Nadat in november 2007 al enkele klokken van het carillon gestolen waren werden in de nacht van donderdag 16 op vrijdag 17 december 2010 ruim dertig bronzen plaquettes waarop de namen en wapens van de legeronderdelen van in Indië overleden Nederlandse militairen vermeld waren van het monument afgehaald en meegenomen. De plaquettes hadden elk een gewicht van dertig kilo.
Op 25 augustus 1990 is in het park het Monument voor Indische Burgerslachtoffers onthuld.

## Generaal S.H. Spoor Paviljoen
Op 15 september 1995 opende mevrouw H.T. Spoor-Dijkema het Generaal S.H Paviljoen. Dit is van 1 april tot 1 oktober geopend en hier bezichtigen ongeveer 30.000 bezoekers jaarlijks de kleine tentoonstelling of raadplegen documenten of de database met bijzonderheden van de 6.229 omgekomen militairen.

## Het bestuur
Vanaf de oprichting is Hans Cremers voorzitter geweest van de stichting Nationaal Indië-monument 1945-1962. Vrijwilligers onderhouden het monument en organiseren jaarlijks de Herdenking. Cremers en vier andere bestuursleden namen eind april 2009 afscheid van het bestuur. Cremers is benoemd tot ere-voorzitter, de andere leden tot erelid.